# یت۲دات‌کام
یت۲دات‌کام (به انگلیسی: yet2.com) یک شرکت بین‌المللی مشاوره و نیز فن بازار در حوزه نوآوری باز است که در فوریه سال ۱۹۹۹ تأسیس شد. هدف از تأسیس این شرکت، ایجاد ارتباط بین شرکت‌های بزرگ با شرکت‌های کوچک، سرمایه‌گذاران، شرکت‌های نوپا و نیز موسسات دانشگاهی و همچنین ایجاد زمینه خرید و فروش این فناوری‌ها به صورت آنلاین بود. این شرکت اندکی پس از تأسیس به بزرگ‌ترین بازار بین‌المللی خرید و فروش ثبت اختراع تبدیل شد.
این شرکت از زمان تأسیس در حال ارائه خدمات به شرکت‌های برتر فورچون ۵۰۰ و فوربز جهانی ۲۰۰۰ همچون بوئینگ، فورد، ان‌تی‌تی، مونسانتو و بسیاری دیگر است.